# Microloxia bruandaria
Microloxia bruandaria là một loài bướm đêm trong họ Geometridae.